# Curium(III)-iodid
Curium(III)-iodid ist ein Iodid des künstlichen Elements und Actinoids Curium mit der Summenformel CmI3. In diesem Salz tritt Curium in der Oxidationsstufe +3 auf. Da alle Isotope des Curiums nur künstlich hergestellt sind, besitzt es keine natürlichen Vorkommen.

## Darstellung
Zur Synthese von Curium(III)-iodid können elementares Curium und Iod zur Reaktion gebracht werden.
{\displaystyle {\ce {2 Cm + 3 I2 -> 2 CmI3}}}
Ein zweiter Syntheseweg ist durch die Umsetzung von Curium(III)-chlorid mit Ammoniumiodid gegeben.
{\displaystyle {\ce {CmCl3 + 3 NH4I -> CmI3 + 3 NH4Cl}}}

## Eigenschaften
Curium(III)-iodid ist eine farblose Ionenverbindung bestehend aus Cm3+- und I−-Ionen. Es kristallisiert im hexagonalen Kristallsystem in der Raumgruppe R3 (Raumgruppen-Nr. 148) mit den Gitterparametern a = 744 pm und c = 2040 pm und sechs Formeleinheiten pro Elementarzelle. Seine Kristallstruktur ist isotyp mit Bismut(III)-iodid.

## Sicherheitshinweise
Einstufungen nach der CLP-Verordnung liegen nicht vor, weil diese nur die chemische Gefährlichkeit umfassen und eine völlig untergeordnete Rolle gegenüber den auf der Radioaktivität beruhenden Gefahren spielen. Auch Letzteres gilt nur, wenn es sich um eine dafür relevante Stoffmenge handelt.